# Distretto di Bugiri
Il distretto di Bugiri è un distretto dell'Uganda, situato nella Regione orientale.